# Casa Mira

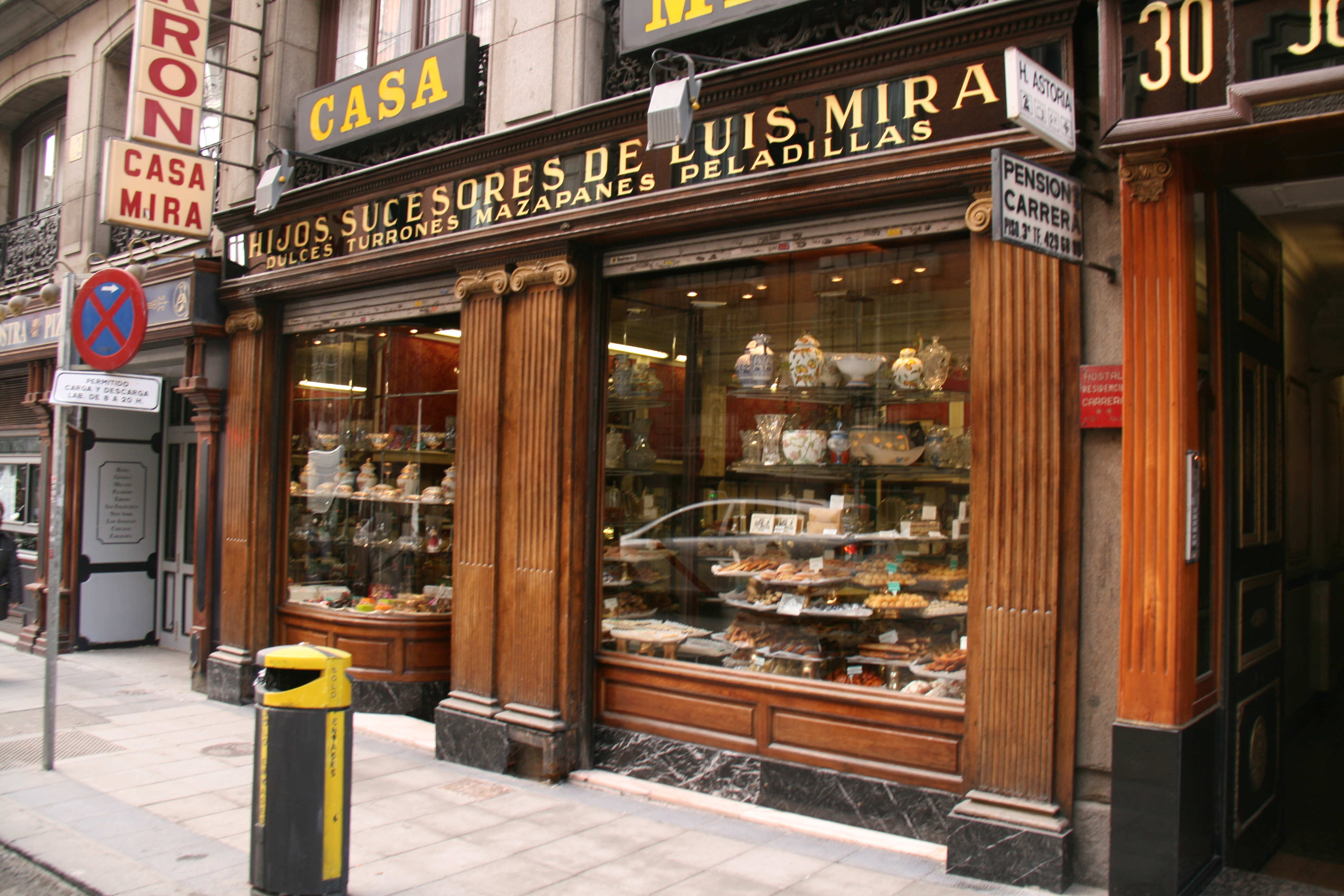
Fachada de madera de la pastelería.

Casa Mira es una pastelería fundada en 1842 en el n.º 30 de la Carrera de San Jerónimo de Madrid, próxima a la Puerta del Sol, famosa por la elaboración y venta de turrón y mazapán artesanales y otros dulces navideños y peladillas. Es contemporánea de históricos locales madrileños como la “La Fontana de Oro” o la “pastelería Lhardy”, en esa misma calle.

## Historia
Iniciado el negocio en 1842 por el repostero valenciano Luis Mira, que al parecer comenzó a vender turrones en un puesto callejero de la Plaza Mayor de Madrid, entre las distinciones recibidas –expuestas en el propio local– pueden destacarse la de Caballero Tocado del Rey y portador de la Real Orden de Isabel la Católica, concedida al fundador en 1868, y el Grand Prix en la Exposición Universal de París de 1899. También ha sido reconocida su labor por el Ayuntamiento de Madrid, como avisa la placa colocada por el Concejo en la fachada.
El local, se inicia con la tienda, espacio cuadrangular de tamaño mediano, con techo de escayola y artesonados con motivos florales, paredes revestidas de caoba y espejos, mostradores de cristal, y el retrato del fundador y un escudo policromado en madera con la leyenda “Proveedor de la Real Casa”. En la trastienda se encuentran las cocinas y el despacho del director en el que continúan colgados en la pared un conjunto abigarrado de diplomas, distinciones y halagos.
La elaboración de turrones a partir de los tradicionales ingredientes (miel, almendra, huevo y frutas) y texturas (duros, blandos, de guirlache, de yema o de frutas) se ha ampliado con algunas creaciones y fantasías confiteras.